# 下富
下富（しもとみ）は、埼玉県所沢市の大字。郵便番号359-0001。

## 地理
所沢市の北端にあたり、神米金、中富、北岩岡、北中、狭山市堀兼･上赤坂･加佐志、入間郡三芳町上富と隣接する。

## 歴史
かつては埼玉県入間郡富岡村であった。江戸時代の元禄期に開拓された三富新田の西部にあたる。近年北部が新所沢フラワーヒルやネオポリスとして開発され新興住宅地となっている。

### 沿革
- 江戸時代 - 川越藩領であった。元禄時代より三富新田の開発が始まる。
- 元禄9年（1696年） - 検地があり[注釈 1]、屋敷の戸数は下富地内で49戸。
- 1889年（明治22年）4月1日 - 町村制施行に伴い、中富村、下富村、神米金村、北岩岡村、北中村が合併し、入間郡富岡村の村域となる。
- 1943年（昭和18年）4月1日 - 富岡村が所沢町・小手指村・山口村・吾妻村・松井村と合併し、入間郡所沢町大字下富となる。
- 1972年（昭和47年）9月 - 西武不動産により新所沢フラワーヒルの分譲開始。
- 2007年（平成19年）2月13日 - 下富内にあった中富の飛地である辨天地区を下富に編入。

### 武蔵路跡
下富の西側で北に細長く延びている地割部分は、律令時代に定められた官道である東山道武蔵路跡である。北は堀兼神社、入間川の八潮大橋付近を通って上野国の新田荘まで続き、南は新所沢駅付近を抜けて東村山市の八国山緑地の東を通り、武蔵国府があった府中まで続いていた。

## 世帯数と人口
2017年（平成29年）9月30日現在の世帯数と人口は以下の通りである。
| 大字 | 世帯数    | 人口    |
| ---- | --------- | ------- |
| 下富 | 2,310世帯 | 5,494人 |

## 小・中学校の学区
市立小・中学校に通う場合、学区は以下の通りとなる。
| 番地 | 小学校             | 中学校             |
| ---- | ------------------ | ------------------ |
| 全域 | 所沢市立富岡小学校 | 所沢市立富岡中学校 |

## 施設
- 湯楽の里所沢温泉
- 八雲神社･天王社（下富片側交差点）
- 西武バス所沢営業所
- 下富公民館
- 所沢市立富岡小学校
- 所沢市立富岡保育園
- 所沢市立キャンバス

## 交通

### 鉄道
当地に鉄道は敷設されていない。

### バス
- 西武バス

### 道路
- 埼玉県道6号川越所沢線
- 埼玉県道126号所沢堀兼狭山線

交差点
- ネオポリス西・十四軒・下富片側・下富・下富中央・下富駿河台・フラワーヒル